# Никлас фон Зальм
Никлас фон Зальм (в доме Зальм — Никлас II фон Зальм, также известен как Никлас I Зальм-Нойбургский и Никлас Зальм-старший) (нем. Niklas Graf von Salm), 1459, Вьельсальм — 4 мая 1530, Зальмхоф) — имперский полководец XVI века.

## Биография
Никлас фон Зальм происходил из люксембургской линии дома Зальм и был младшим сыном графа и барона фон Вивье Иоганна IV (1431—1485) и Маргариты фон Сирк (1437—1520).
В 1476 году в 17-летнем возрасте принял участие в битве при Муртене на стороне противников герцога Бургундии Карла Смелого. В 1488 году он принял участие в боях во Фландрии и через три года был назначен верховным имперским полевым капитаном.
В 1509 году он сражался под командованием Георга фон Фрундсберга в Италии. Ему удалось завоевать Истрию, лично сражался с французским королём Франциском I в битве при Павии в 1525 году (в ходе поединка оба получили раны). Год спустя участвовал в подавлении крестьянского восстания в Тироле и захвате города Шладминг.
В ходе Малой войны в Венгрии в 1529 году организовал успешную оборону Вены, за что в том же году получил свободное имперское графство Нойбург. Последствия ранения от упавшего камня, а также пережитые лишения в конечном итоге привели к его смерти 4 мая 1530 года.

## Семья
Никлас Граф Зальм был женат на Елизавете фон Рогендорф, от которой у него было четыре сына и четыре дочери. Его потомки сформировали Зальм-Нойбургскую ветвь Дома Зальмов, пока мужская линия семьи не вымерла в 1784 году. Старший сын Никлас III (1503—1550) стал графом Зальм и Нойбурга; младший сын Вольфганг — князем-епископом Пассау. Его правнучка Кристина фон Зальм стала прародительницей Габсбург-Лотарингского дома.

## Память

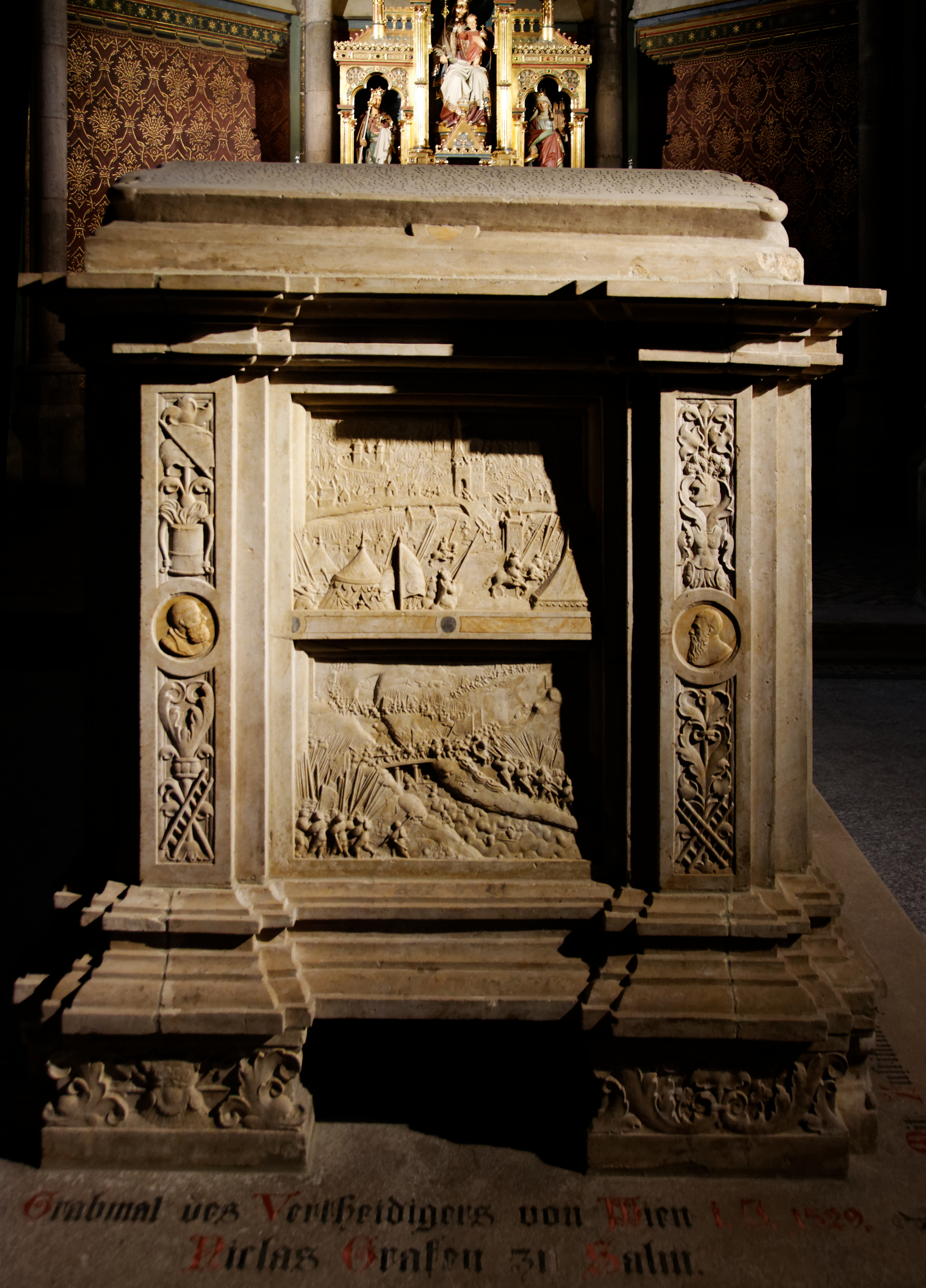
Могила.

Императорским постановлением Франца Иосифа I от 28 февраля 1863 года Никлас граф Зальм был включен в список «самых знаменитых военачальников и генералов Австрии, достойных вечного подражания». В 1871 году из каррарского мрамора скульптором Францем Эрлером была создана статуя для Зала полководцев нынешнего Военно-исторического музея.
Его могила, созданная скульптором Лоем Герингом, находится в венской Вотивкирхе.
В 1862 году его именем была названа улица Зальмгассе в венском районе Ландштрассе.
Один из центральных персонажей рассказа Роберта Говарда Тень Вальгары и романов Тима Пауэрса и Вольфганга Хольбайна «Черным по чёрному» и «Возвращение».
Год отставки офицеров в 2006 году Терезианской академии в Винер-Нойштадте был назван в честь графа Зальма.

## Ссылка
- Никлас фон Зальм  (нем.) на сайте Austria-Forum
- Jahrgang Graf Salm der Theresianischen Militärakademie in Wiener Neustadt